# RAIPON
L'Association des peuples autochtones du Nord, de la Sibérie et de l'Extrême-Orient de la fédération de Russie (en russe : Ассоциация коренных малочисленных народов Севера, Сибири и Дальнего Востока Российской Федерации - АКМНСС и ДВ РФ), ou RAIPON (de l'anglais : Russian Association of Indigenous Peoples of the North), est un organisme non gouvernemental russe dont le but est de protéger les droits de l'Homme et de promouvoir les intérêts des peuples autochtones du Nord, de la Sibérie et de l'Extrême-Orient russes. Elle a été fondée en 1990 au Premier Congrès des Peuples du Nord.

## Liste des peuples et ethnies de RAIPON
Au  1er janvier 2004, elle regroupe 40 peuples ou groupes ethniques :
- Aléoutes
- Alioutors
- Chortsy
- Dolganes
- Énètses
- Eskimosses
- Évènes
- Evenks
- Itelmènes
- Kamtchadales
- Kéreks
- Kètes
- Khantys
- Koriaks
- Koumandines
- Mansis
- Nanaï
- Néguidales
- Nénètses
- Nganassanes
- Nivkhes
- Oroks
- Orotches
- Oudihés
- Oultches
- Samis
- Selkoupes
- Soïotes
- Taz
- Tchelkanes
- Tchouktches
- Tchoulymes
- Tchouvanes
- Télenguites
- Téléoutes
- Tofalars
- Toubalars
- Touvines-Todjines
- Vepses
- Youkaguirs

## Historique

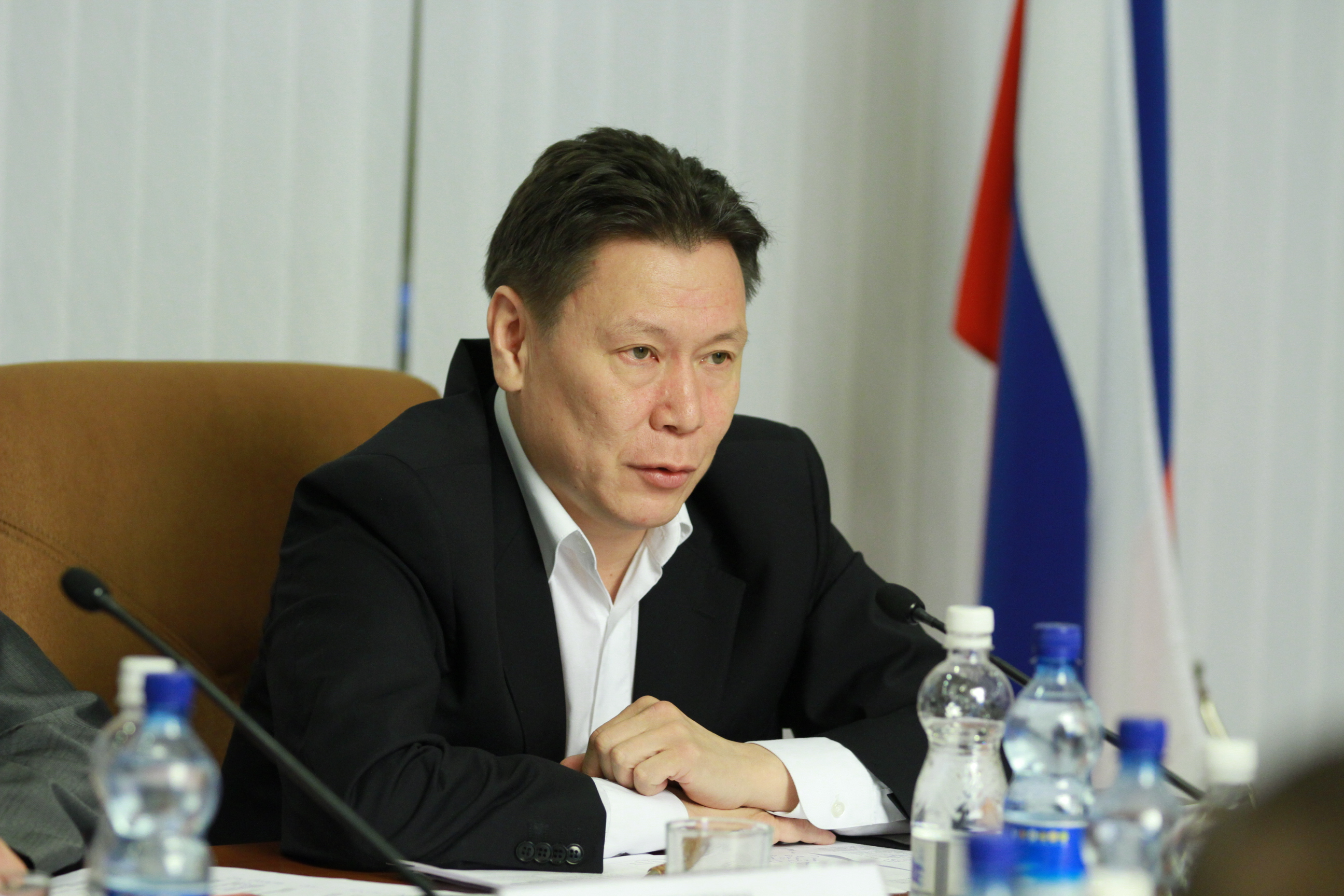
Grigory Ledkov, président de RAIPON depuis mars 2013.

RAIPON a été fondée en 1990 au Premier Congrès des Peuples de Nord, et enregistrée sous le nom d'"Association des Peuples du Nord de l'URSS". Elle était initialement dirigée par l'écrivain nivkhe Vladimir Sangi (ru). Elle a été réenregistrée en 1993 comme mouvement politique et social sous le nom d'« Association des petits peuples indigènes du Nord, de la Sibérie et de l'Extrême-Orient de la fédération de Russie » et l'auteur khanty Yeremey Aïpin (ru) devint son président. Par la suite, ce dernier fut remplacé par Sergueï Kharyuchi (ru), qui était également le président de la Douma de Iamalie; Sergueï Kharyuchi a ensuite été réélu président de RAIPON en 2001, 2005 et 2009. En 1999, RAIPON reçut le statut d'ONG russe de la part du Ministère de la Justice, ce qui entre autres rend ses représentants éligibles à la Chambre civile de la fédération de Russie (en) - où Pavel Soulyandziga, vice-président de RAIPON de longue date, eut un mandat en 2012.
En novembre 2012, le Ministère de la Justice russe suspendit les activités de l'association au motif que ses statuts étaient en conflit avec la loi russe. En mars 2013, elle reçut l'autorisation de reprendre ses activités, et Grigory Petrovich Ledkov (ru) fut élu président de l'association; Ledkov siège également à la Douma de Russie.

## Structure
La plus haute autorité de RAIPON est le Congrès des peuples autochtones du Nord, de la Sibérie et de l'Extrême-Orient russes, qui se réunit tous les quatre ans. Entre ces congrès, la direction est confiée au Président et au Conseil de Coordination. L'association possède des bureaux régionaux qui fonctionnent de manière autonome. Le siège de l'association se trouve à Moscou.

## Actions
L'association intervient dans plusieurs domaines. Ses actions se déclinent comme suivant :
- elle suit le cadre légal et juridique qui concerne les membres de RAIPON, promeut des lois favorables aux populations indigènes auprès de la Douma, et assiste les peuples dans leurs différends juridiques ;
- elle organise des formations juridiques pour les peuples indigènes et publie des fascicules méthodiques ;
- elle diffuse des informations pour améliorer la visibilité des peuples autochtones ;
- elle coopère avec les organes fédéraux et régionaux ;
- elle intervient auprès des jeunes générations des peuples autochtones ;
- elle est en relation avec des organismes internationaux[3].

L'association représente 40 peuples, soit 250 000 personnes (44 % des populations de l'Arctique). Elle a ainsi acquis depuis sa fondation la reconnaissance d'organismes internationaux, ce qui lui donne un poids certain, grâce auquel elle peut défendre efficacement les populations autochtones, notamment en ce qui concerne les terres et ressources de l'Arctique, traditionnellement l'apanage de ces peuples. Cette lutte a lieu principalement dans le cadre juridique.

## Relations extérieures
RAIPON est membre permanent du Conseil de l'Arctique, et a un statut particulier consultatif auprès du Conseil économique et social des Nations unies. Elle a un rôle actif auprès de l'Assemblée fédérale de la fédération de Russie, et collabore avec le Gouvernement et les administrations russes.
L'association a été nommée en 1999 au Palmarès mondial des 500 de l'UNEP en récompense de ses actions de défense de la nature en Russie.
L'université est membre de l’Université de l'Arctique. UArctic est un réseau international d’universités, d’instituts de recherche et d’organisations ayant pour but de promouvoir, coordonner et soutenir la recherche ainsi que l’éducation en régions arctiques. Cependant, depuis le début de la guerre russo-ukrainienne, la collaboration a été interrompue.

## Anciens dirigeants
- Dmitri Berejkov, ancien vice-président. En 2013, il a été arrêté à Tromsø par la police norvégienne sous mandat de la police russe, avant d'être finalement libéré[12].

## Sources
- (ru) Site officiel

- (ru)/(en) Cet article est partiellement ou en totalité issu des articles intitulés en russe « Ассоциация коренных малочисленных народов Севера, Сибири и Дальнего Востока Российской Федерации » (voir la liste des auteurs) et en anglais « Russian Association of Indigenous Peoples of the North » (voir la liste des auteurs).